# Medicina del XIX secolo

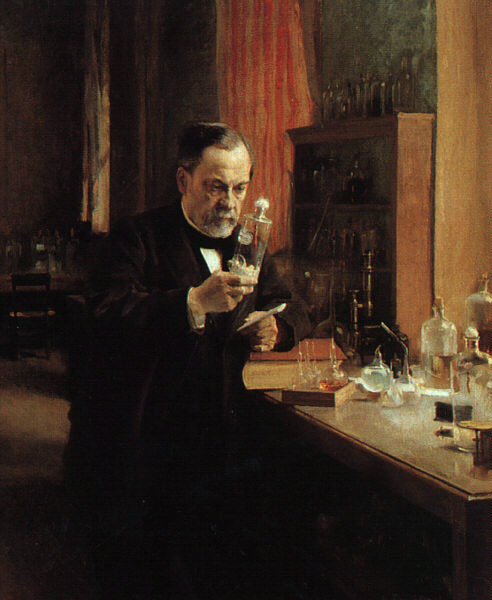
Louis Pasteur nel suo laboratorio, ritratto da Albert Edelfelt

Il secolo XIX rivoluziona la medicina: compare la asepsi, la medicina preventiva  e la diagnostica per immagini, le quali permettono alla scienza medica un salto qualitativo nei risultati.
Non a caso il secolo inizia con l'invenzione dello stetoscopio, da parte di René Laennec, primo rudimentale apparato tecnologico che comincia a contrastare l'imperante colpo d'occhio, (di galenica memoria): la medicina del secolo XIX contiene infatti ancora molti elementi di arte (ars medica), specialmente nel campo della chirurgia, tuttavia inizia ad intravedersi, grazie al continuo accumulo di conoscenze e tecniche, un modo di esercitarla più scientifico e pertanto più indipendente dall'abilità o dall'esperienza di chi la pratica.

Questo secolo vedrà anche la nascita della Teoria dell'evoluzione, espressione antropologica del positivismo.

## Avanzamenti nel campo della fisiologia
La realtà può essere misurata, compresa e preceduta mediante leggi che a sua volta avanzano essendo corroborate dai successivi esperimenti. Per questa strada avanzano l'astronomia (Laplace, Foucault), la fisica (Poincaré, Lorentz), la chimica (Dalton, Gay-Lussac, Mendeleev) e la medicina.

### La cellula diviene l'unità fisiologica e patologica fondamentale
In questo secolo viene identificata la cellula come unità biologica elementare, ad opera di Mathias Schleiden (1804-1881) e di Theodor Schwann (1810-1881).

La figura medica per eccellenza di questo periodo fu Rudolf Virchow: portò le discipline dell'Igiene e della Medicina Sociale allo sviluppo attuale. Lo stesso Virchow postulò la teoria «Omnia cellula a cellula» (ogni cellula proviene da un'altra cellula). Egli riteneva gli esseri viventi come strutture formate da cellule.

È importante notare come ai tempi di Morgagni veniva localizzata la malattia negli organi, successivamente con Bichat si indirizzava sui tessuti, ed infine con Virchow si poneva l'attenzione sulle alterazioni cellulari. Poco dopo la sua morte nel 1902 fu candidato al Premio Nobel per la medicina e fisiologia, insieme allo spagnolo Santiago Ramón y Cajal che ottenne il premio nel 1906.
Le ultime decadi del secolo XIX furono di grande importanza per lo sviluppo della medicina contemporanea.

### Intervenire versus autoguarigione
Josef von Škoda e Karl von Rokitansky fondarono la Scuola moderna di medicina di Vienna (Neue Wiener Schule), culla della nuova infornata di figure mediche di questo secolo. Škoda è considerato il principale esponente del nichilismo terapeutico, corrente medica che proponeva, come trattamento di elezione davanti a molte malattie, di astenersi da qualsiasi intervento terapeutico, lasciando che l'organismo si riparasse da solo od attraverso diete appropriate. Fu un importante dermatologo e clinico, ottenendo la fama per le sue diagnosi brillanti, certe ed immediate. A lui si deve il recupero e la espansione delle tecniche diagnostiche attraverso l'utilizzo della percussione (anticipata da Leopold von Auenbrugger nel secolo precedente) e crea nel 1841 il primo dipartimento dermatologico, insieme a Ferdinand von Hebra, il maestro della dermatologia del secolo XIX.
Rokitansky è considerato da Rudolf Virchow "il Linneo dell'anatomia patologica" per via della sua meticolosità descrittiva, per la qual cosa diede il nome a varie malattie descritte, come tumore di Rokitansky, ulcera di Rokitansky sindrome di Rokitansky ed altre.

### Scoperte basilari nella neurologia
François Magendie, Charles Bell e Marshall Hall dimostravano che l'arco riflesso (alla base di tutta la fisiologia e semeiotica neurologica) è composto dalla sinapsi delle corna posteriori con le corna anteriori del midollo spinale.
Nel 1848 Claude Bernard, grande fisiologo e fondatore ufficiale della medicina sperimentale, scoprì il primo enzima (la lipasi pancreatica).

## Avanzamenti nel campo della terapia

### Farmacologia
Grande spazio ha anche la farmacologia:
- la digitale da  vomitivo  (emetico) passa a cardiotonico (a dosi minori)
- si estrae la morfina dall'oppio, che poi diventerà una droga
- dalla corteccia di china si estrae il chinino
- dalla noce vomica si estrae la stricnina
- dal caffè si estrae la caffeina
- dal cacao la teobromina
- dal tè la teofillina
- dalla digitale la digossina e la digitossina
- dalla corteccia di salice la salicina.

### Scoperta della anestesia
In questo anno comincia ad essere utilizzato l'etere per sedare i pazienti prima dell'atto chirurgico. Alla fine del secolo Louis Pasteur, Robert Koch e Joseph Lister dimostrarono inequivocabilmente la natura eziologica dei processi infettivi mediante la teoria microbica. In Francia ed in Germania si sviluppa la biochimica, ramo della biologia e della medicina, che studia le reazioni chimiche implicate nei processi vitali. Da qui inizieranno gli studi sulle vitamine e si porranno le basi della nutrizione e della dietetica moderna.

### Scoperta della asepsi

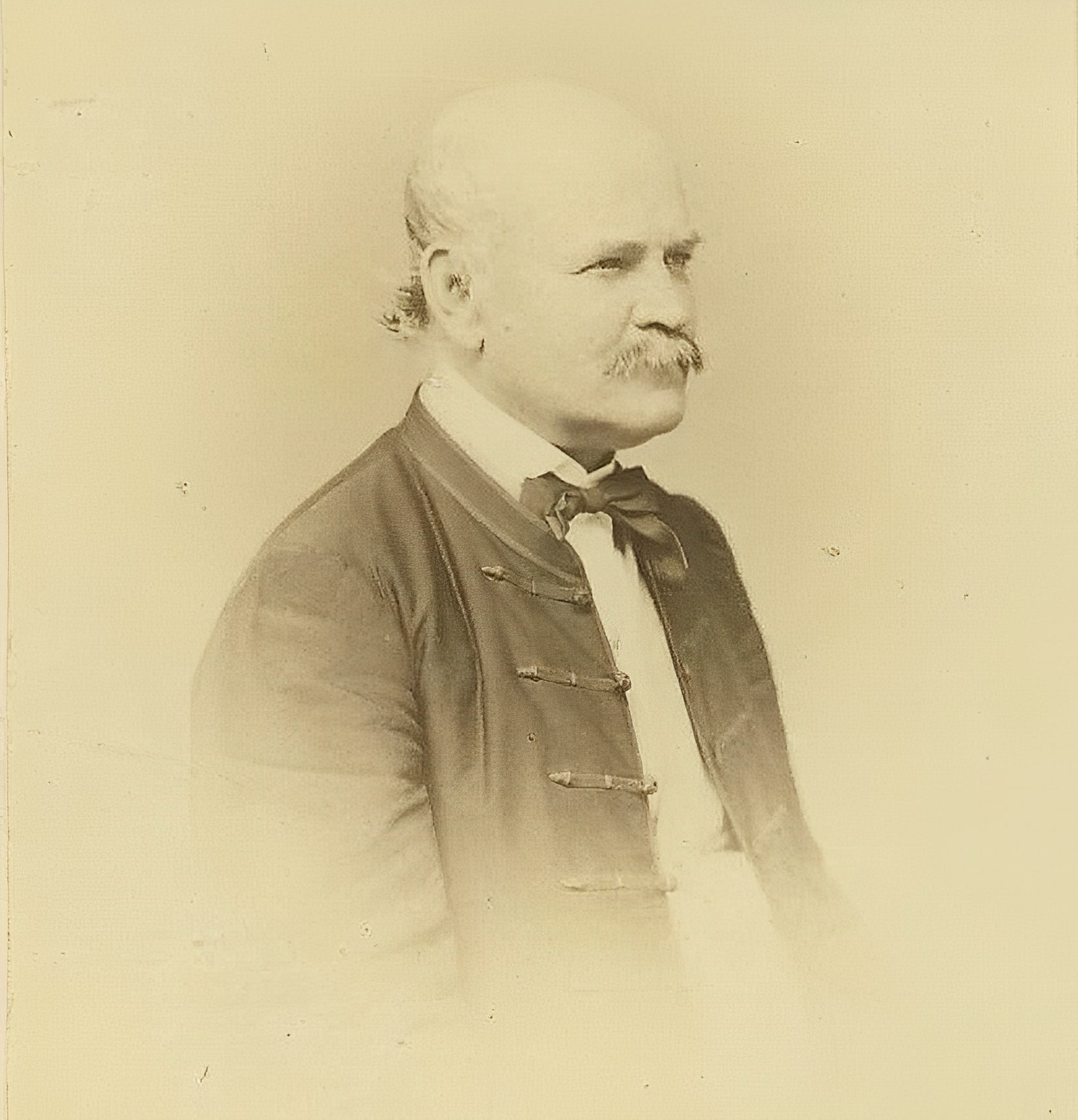
Professor Semmelweis, "il salvatore delle madri"

Ignác Fülöp Semmelweis (1818-1865) fu un medico ungherese, che rappresenta il paradigma del passaggio definitivo dalla medicina artigianale, esercitata fino a quel momento, alla medicina contemporanea, di indole empirica e sottomessa al metodo scientifico. Di origine umile, si formò a Budapest e successivamente all'ospedale generale di Vienna, ove entrò in contatto con Skoda, Virchow, Hebra e Rokitansky, studiando insieme a loro i processi infettivi in relazione con gli interventi chirurgici. Da qui nascerà l'ossessione che lo accompagnerà tutta la vita e che lo porterà durante un lavoro in una delle Maternità dell'Ospizio generale di Vienna, a stabilire il forte sospetto che la mortalità materna per le infezioni conseguite durante il parto fosse dovuta agli studenti che non si lavavano le mani prima di assistere alle partorienti.

Egli ottenne le sue evidenze con un rudimentale ma corretto studio epidemiologico: comparando le sale ove le donne erano assistite solo dalle ostetriche con le sale ove assistevano medici e studenti, notò che la mortalità nei parti indotti da ostetriche fosse circa 10 volte minore (fino al 40% delle donne che partorivano, morivano successivamente per febbre puerperale)

In realtà, così come postulò Semmelweis, l'origine della infezione si trovava nel fatto che i medici aiutavano i parti dopo aver effettuato dissezioni di cadaveri, portando nelle mani l'agente infettivo che giungeva dai cadaveri. Tutto ciò avveniva in quanto non era abitudine lavarsi le mani. La soluzione quindi, proposta e corroborata da un nuovo studio, era lavarsi le mani, prima del parto, con una soluzione di Cloruro di calcio.

Senza dubbio, e con poche eccezioni, la medicina dell'epoca rifiutò le sue evidenze, accusandolo di ciarlataneria. Finì la sua vita ricoverato in un reparto di psichiatria, e morì probabilmente per percosse. La dimostrazione sperimentale della bontà delle sue teorie, arrivò alcuni anni dopo con Lister e Pasteur.

Joseph Lister applicherà successivamente queste conoscenze con l'utilizzo del calore nella antisepsi, contribuendo così a diminuire drasticamente il tasso di mortalità negli interventi chirurgici, principale ostacolo al definitivo utilizzo della chirurgia. Il colpo definitivo alle malattie infettive lo darà Alexander Fleming all'inizio del XX secolo con la scoperta della penicillina, il primo antibiotico.

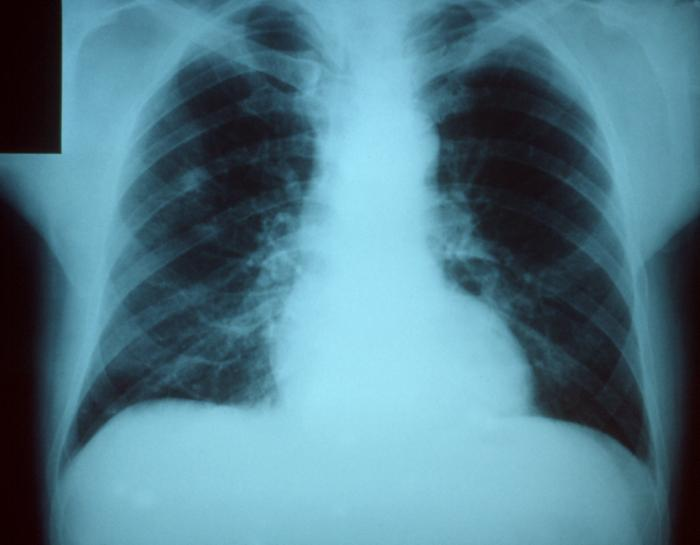
Radiografia del torace di un uomo. Mediante l'utilizzo dei raggi si possono visualizzare strutture come le ossa, cuore o polmoni

## Umanizzazione e filantropia nella nuova medicina scientifica
Florence Nightingale (1823-1919), dopo l'esperienza della Guerra di Crimea, fece una carta dei doveri degli infermieri secondo il quale dovevano condurre una vita irreprensibile, praticare con riserbo, lealtà e dedicarsi ai malati con attenzione.

## Avanzamenti nel campo della patologia
Gli avanzamenti nella conoscenza di differenti organi o tessuti si moltiplicarono durante tutto il secolo.

### La nascita della microbiologia
Neanche Louis Pasteur studiò medicina, però può essere considerato uno degli investigatori più influenti nella storia della medicina del secolo XIX. La sua formazione come chimico, lo portò ad inventare un modo di osservazione delle sostanze chimiche attraverso l'uso della luce polarizzata, che gli aprì la porta allo studio dei microorganismi (inizialmente lieviti) dimostrando che nel processo di fermentazione non si producevano fenomeni di "generazione spontanea", se non di proliferazione di microorganismi precedentemente presenti.

### Altri contributi
Schwann, Purkinje, Starling, Magendie, Volkmann, Ludwig, Basedow, Addison, Santiago Ramón y Cajal, la lista di medici insigni si fa interminabile, ognuno specializzato in un organo o territorio specifico. Fuori da questo gruppo, in quanto non medico, ma di grande trascendenza per la scienza medica, si deve segnalare Gregor Mendel, padre della genetica.

## Avanzamenti nel campo della diagnostica

### La medicina quantitativa
Karl Wunderlich (1815-1877) inventava il termometro clinico.
In Italia Achille De Giovanni fondava l'antropometria.
Lo sfigmomanometro di Riva Rocci a cavallo tra l'Ottocento ed il Novecento.

### La medicina qualitativa
Paul Ehrlich (1854-1915) metteva a punto la diazoreazione, successivamente sorpassata dal test di Widal per la rilevazione sierologica del febbre tifoide.

### La medicina "scopica"
- Lo stetoscopio di Laennec
- L'oftalmoscopio di Helmholtz
- L'otoscopio di Ménière
- Il laringoscopio di Czermak.

## Gli ospedali
La scoperta dell'antisepsi, la correlazione tra clinica e ed autopsia (patologia generale ed anatomia patologica), l'analisi descrittiva e statistica delle malattie (cartella clinica e statistica medica), l'utilizzo di efficaci farmaci di sintesi, la medicina quantitativa: tutto questo modifica la struttura degli ospedali.
Le corsie divengono più salubri, le malattie non vengono più classificate per sintomi (ad esempio, bronchiti, catarri...) ma per organi interessati.
Nel campo della pedagogia ricordiamo che nel 1869 viene istituito a Roma l' Ospedale pediatrico Bambino Gesù, che è il primo ospedale pediatrico italiano

## La nascita dell'Igiene
Tra il 1880 ed il 1894 vennero scoperti i microorganismi responsabili di: malaria, febbre tifoide, lebbra, polmonite pneumococcica, difterite, gonococcosi, peste. Tutto ciò inevitabilmente diede ampia spinta alla prevenzione di queste malattie. Nasceva quindi l'igiene pubblica. 
Ancora cinque anni prima della fine del secolo vide la luce un'importantissima scoperta: l'8 novembre del 1895 un fisico tedesco, Wilhelm Röntgen, riuscì a produrre un nuovo tipo di radiazione, sconosciuta fino a quel momento. Si trattava di un tipo di radiazione elettromagnetica di una lunghezza d'onda corrispondente a quelli che attualmente vengono chiamati raggi X. Per questa scoperta riceverà il Premio Nobel per la fisica nel 1901. È la primavera delle tecniche di diagnostica per immagini che permetteranno di osservare l'interno del corpo umano nel vivente.